# Ioujno-Kourilsk
Ioujno-Kourilsk (en russe : Ю́жно-Кури́льск est une ville de Russie sur l'archipel des Kouriles, la ville principale de Kounachir.

## Histoire
La ville se situe au centre de l'île Kounachir sur la côte est. Les japonais créent le village de Furukamappu en 1885. En 1945, après la Seconde Guerre mondiale, l'île devient russe et, en 1947, la population japonaise de l'île est transférée au Japon. Après 1947, la population vient de toute l'Union des républiques socialistes soviétiques d'abord comme saisonniers pour la pêche,.
À 20 kilomètres au sud de la ville se trouve l'aéroport de Mendeleyevo (IATA : DEE, ICAO : UHSM) [(en)]. L'activité principale de la commune est le commerce de la pêche.

## Climat

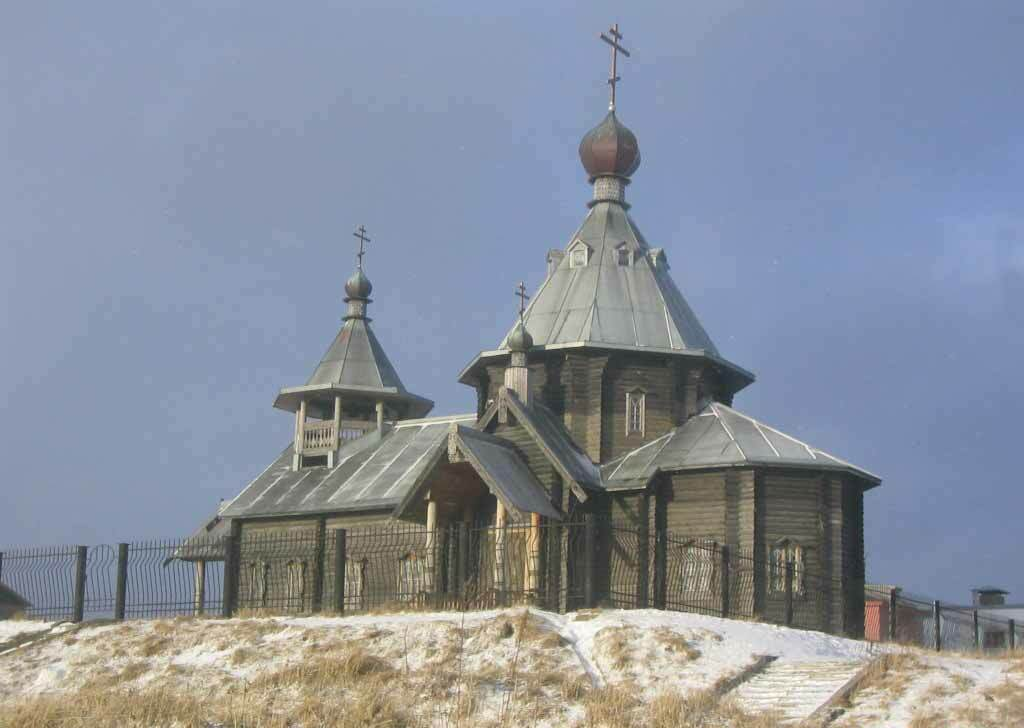
Eglise en bois à Ioujno-Kourilsk

Le climat est humide océanographique de l'Océan Pacifique.
| Mois                                  | jan.       | fév.       | mars      | avril     | mai       | juin     | jui.      | août      | sep.      | oct.      | nov.      | déc.       | année      |
| ------------------------------------- | ---------- | ---------- | --------- | --------- | --------- | -------- | --------- | --------- | --------- | --------- | --------- | ---------- | ---------- |
| Température minimale moyenne (°C)     | −6         | −7,3       | −4,3      | −0,4      | 3,2       | 7,1      | 11,2      | 14,2      | 13,4      | 8,5       | 2,2       | −3,2       | 3,2        |
| Température moyenne (°C)              | −3,9       | −4,9       | −2        | 1,9       | 5,5       | 8,9      | 12,9      | 15,9      | 15,4      | 11,1      | 4,9       | −1         | 5,4        |
| Température maximale moyenne (°C)     | −1,5       | −2,2       | 0,7       | 5,1       | 9         | 11,6     | 15,5      | 18,3      | 17,8      | 13,6      | 7,6       | 1,4        | 8,1        |
| Record de froid (°C) date du record   | −16,5 1955 | −20,3 1953 | −18 1986  | −9,4 1949 | −3,1 1980 | 0,3 1949 | 2,8 1966  | 7 1954    | 4,3 1950  | −3,5 2016 | −7,6 1971 | −13,6 1952 | −20,3 1953 |
| Record de chaleur (°C) date du record | 8,5 2010   | 9,3 2016   | 11,9 2021 | 20,9 2009 | 26,1 2016 | 29 2010  | 30,4 1955 | 30,5 1999 | 27,3 1994 | 22,4 1948 | 18,2 1990 | 13,3 1958  | 30,5 1999  |
| Ensoleillement (h)                    | 113        | 153        | 172       | 161       | 166       | 123      | 103       | 117       | 160       | 175       | 124       | 113        | 1 680      |
| Précipitations (mm)                   | 60         | 45         | 69        | 89        | 124       | 177      | 134       | 166       | 179       | 131       | 104       | 83         | 1 301      |
| dont neige (cm)                       | 12         | 19         | 17        | 3         | 0         | 0        | 0         | 0         | 0         | 0         | 1         | 6          | 58         |
| Nombre de jours avec précipitations   | 4          | 2          | 5         | 15        | 22        | 23       | 25        | 23        | 21        | 21        | 19        | 9          | 189        |
| Humidité relative (%)                 | 73         | 74         | 77        | 82        | 87        | 93       | 95        | 92        | 84        | 75        | 73        | 72         | 81         |
| Nombre de jours avec neige            | 28         | 25         | 24        | 13        | 3         | 0        | 0         | 0         | 0         | 2         | 14        | 26         | 135        |
| Nombre de jours d'orage               | 0          | 0          | 0         | 0         | 0         | 0,03     | 0         | 0,2       | 2         | 1         | 0,2       | 0          | 7          |
| Nombre de jours avec brouillard       | 1          | 2          | 5         | 13        | 18        | 23       | 25        | 21        | 10        | 3         | 2         | 1          | 124        |

| Diagramme climatique                                  |            |           |           |         |            |             |             |             |            |           |           |
| J                                                     | F          | M         | A         | M       | J          | J           | A           | S           | O          | N         | D         |
| −1,5−660                                              | −2,2−7,345 | 0,7−4,369 | 5,1−0,489 | 93,2124 | 11,67,1177 | 15,511,2134 | 18,314,2166 | 17,813,4179 | 13,68,5131 | 7,62,2104 | 1,4−3,283 |
| Moyennes : • Temp. maxi et mini °C • Précipitation mm |            |           |           |         |            |             |             |             |            |           |           |